# Ђорђе (Александров) Карађорђевић
Ђорђе Карађорђевић (Београд, 10. јануар 1857 [29. децембар 1856] — Груж код Дубровника, 24. [12] децембар 1888) био је  девето дете и пети син кнеза Александра Карађорђевића и кнегиње Персиде, и хусарски официр царско-руске гарде. Млађи је брат Полексије, Клеопатре, и краља Петра I, а старији кнеза Арсена.

## Рађање и боравак у Србији
Рођен је у Београду 29. децембра 1856. уочи Нове године по старом календару, односно 10. јануара 1857. по новом календару. Био је девето дете и пети син кнеза Александра Карађорђевића и кнегиње Персиде, међутим због болести су му, пре његовог рођења, као деца или у раној младости преминули два брата, Алексије и Светозар, и две сестре, Клеопатра и Јелисавета. Од браће и сестара је непосредно по рођењу имао сестре Полексију и Јелену, и браћу Петра и Андреја. Петар је од њега био старији 12 година. У званичним Српским новинама је 15. (3) јануара 1857. објављена и песма коју је његов отац добио поводом његовог рођења.
Крштен је на Јовањдан 19. (7) јануара 1857. у 10 сати пре подне, у Саборној цркви у Београду . Крштење је обавио Митрополит београдски Петар, уз присуство чланова породице Карађорђевић, чланова актуелне владе Алексе Симића, кнежевим ађутантима, и другим лицима. Добио је име Ђорђе по деди Карађорђу. Имао је и брата од стрица из старије гране династије који се исто звао, и који је служио као ађутант његовом оцу. Кнез је поводом тог чина примио доста честитка, и помиловао је неке затворенике. Тома Вучић Перишић није био на крштењу због болести, али је Ђорђу поклонио један свој пиштољ који му је спасио живот током Првог српског устанка, и у писму је пожелео "да млади кнежевић буде достојан унук свог деде Карађорђа, и да унук великог јунака буде велики јунак". Касније ће се испоставити да је, до рађања Петра II, Ђорђе био последњи Карађорђевић који се родио на територији Србије.

## Егзил и образовање
Када је био близу да напуни 2 године, 12. децембра (30. новембра) 1858. је одржана Светоандрејска скупштина на којој је његов отац био принуђен да поднесе оставку, после чега је са породицом отишао на своје имање у Темишвару. По неким комбинацијама је његов брат од стрица Ђорђе Карађорђевић имао шансе да буде одабран за новог кнеза, за шта се залагао његов таст Капетан Миша Анастасијевић, међутим скупштина је одлучила да поново врати Милоша Обреновића на место кнеза. Након Милошевог повратка је у егзил највероватније отишао и старији Ђорђе са женом Саром.
У Темишвару му се 16. (4) априла 1859. године родио млађи брат Арсен, који је био последње дете и син Александра и Персиде Карађорђевић. Два месеца касније му брат од стрица добија сина Алексу, а три године касније, 6. јануара 1863. другог сина Божидара. Није поуздано познато где су Алекса и Божидар рођени, али изгледа нису били близу гране породице кнеза Александра. У неком периоду након тога се са породицом сели у Пешту, где са млађим братом Арсеном започиње и напослетку завршава основно образовање код Стевана В. Поповића. По окончаној основној школи, он и Арсен започињу гимназијско образовање у институту Сењијеву у истом граду. Андреја, рођени брат који је од Ђорђа био старији 8 година, му је преминуо 12. јула 1864. са 16 година, а 10 година старија сестра Јелена је преминула 26. јула 1867. у 21. години. Са мајком Персидом и браћом и сестрама се око 1868. преселио у Беч, где је наставио гимназијско образовање, које је на крају завршио у Паризу. После тога је започео и дипломирао на француској војној академији Сен-Сир. Отац му је сво то време изгледа боравио у Темишвару. Ђорђев братанац, кнез Павле, није знао за то да је Ђорђе завршио Сен-Сир, а за то је сазнао тек негде пре 5. октобра 1970. године у архиви свог оца Арсена. То сазнање је у једној преписци саопштио Кости Ст. Павловићу 5. октобра 1970. Биографски подаци његовог стрица Ђорђа су били објављени 1888/89. непосредно после његове смрти у новосадском листу Браник, које је Глас Црногорца пренео 13. (1) јануара 1889, међутим Павле вероватно није имао приступа архивама тих двеју новина.
Током одрастања је био прилично болешљив, а остало је записано да је био нижег раста и мање снаге и од старијег брата Петра и од млађег Арсена., што би значило да је нижи од 1,73 m, пошто је Арсен био мало виши од тога. Забележено је и да је био "бистре и проницљиве памети, необичне оштрине духа, и скроман и штедљив на оца". Када је завршио Сен-Сир, једно време је остао да живи у Паризу, одакле је путовао по Енглеској, Италији, по земљама северне Африке, а био је и на Канарским острвима. Путовао је и ради стицања знања, али и због лошег здравља, па је углавном боравио у топлијим крајевима. Са тих путовања је писао писма, која су по писању листа Браник приказивала његов необичан дар посматрања, добар хумор, али и помисао да због здравља неће живети дуго. Током путовања је повремено обилазио и брата Петра на Цетињу, који је тамо живео од 1882, и оца Александра у Темишвару.
Негде током тог периода му је мајка, Персида Карађорђевић, у 60 година преминула 29. (17) марта 1873. у Бечу.

## Црна Гора и руска војска
Његов старији брат Петар се негде током 1882. настанио у Кнежевини Црној Гори на двору кнеза Николе. Када је Ђорђев млађи брат Арсен окончао образовање и ступио у француску војску, и Ђорђе се преселио у Црну Гору заједно са Алексом Николајевићем, сином 
своје најстарије сестре и првог детета кнеза Александра, Полексије, и Константина Николајевића. Негде у приморју испод Бара је направио и дворац у коме је живео, и у коме је имао намеру да пресели оца, који је у 75 година и даље живео у Темишвару.
Три године касније, са 16 година је 10. маја (27. априла) 1885. преминула ћерка кнеза Николе, Марија Петровић Његош, а недељу дана раније, 3. маја (20. априла) је са 79 година у Темишвару преминуо и кнез Александар. Изгледа да Ђорђе није успео да га пресели у Бар. Кнез Павле је у својој преписци са Костом Ст. Павловићем, у писму од 5. октобра 1970. године, навео да је, у архивама свог оца Арсена, скоро пронашао податак да је из неког разлога кнез Александар био незадовољан и Петром и Арсеном, и да их је у тестаменту оставио без наследства, те да је скоро целокупно имање и заоставштину оставио управо Ђорђу, свом средњем преживелом сину. Постојале су две верзије тестамента, од којих је прва остављала Петра, а друга Арсена без наследства. Павле није могао да нађе прву верзију тестамента, док је другу послао Кости Ст. Павловићу. На основу докумената из архиве свог оца, Павле је закључио да је Ђорђе "изгледа био најспособнији од њих тројице". Лист Браник 1888. године и јесте навео да је Ђорђе примио управу породичних добара из Румуније, и да је уредио очеву имовину, али није навео ни да су Петар и Арсен остали без наслеђа, ни разлоге незадовољства кнеза Александра њима двојицом.
Након уређења очевине, са братом Арсеном је отишао у Петроград, где су обојица ступила у војну службу у Русији. За кратко време су обојица стекли велико уважавање војних кругова и царске породице, па су премештени у цареву и царичину свиту. У Црну Гору су се вратили око априла 1886. године на годишњи помен своме оцу. На помену одржаном у понедељак 21. априла (стари календар) у Цетињу су присуствовала сва три Александрова сина, њихов сестрић Александар Николајевић, братанац из старије гране Карађорђевића Божидар, и чланови династије Петровић Његош. Присуствовали су и прослави рођендана кнегиње Милене, жене кнеза Николе. Након тога се Ђорђе и Арсен враћају у Русију на даљу војну службу.

## Болест и смрт
Ђорђе је одувек био болешљив и слабог здравља, а војна служба у Петрограду који има оштрију и хладнију климу му је вероватно шкодила здрављу. Крајем октобра 1888. се током војног одсуства вратио у Црну Гору због погоршаног здравља. Једном приликом се толико преоптеретио у јахању, да је почео да искашљава крв. Имао је и болове у грудима, па је на лекарски савет зиму требао да проведе у Арку у Италији. Из Цетиња за Котор је 2. новембра (20. октобра) 1888. пошао са млађим братом Арсеном, сестрићем Ацом Николајевићем, и сестричином Идом Николајевић. До возила које је ишло за Котор су их испратили кнез Никола, кнегиња Милена, и кнежевић Данило, а до Котора су их испратили и Петар са женом Зорком. Зорка је тада била трудна са Александром. Путници су требали бродом да оду до Венеције или Трста, одакле би железницом стигли до Арка.
Током пута му се стање погоршало, и поново је почео да искашљава крв. Брод којим је путовао је стао у Трст. Када је његов брат Петар чуо за то, укрцао се 9. новембра (29. октобра) на брод кнеза Николе који се звао Сибил, и кренуо је да посети брата. Два дана касније је јавио двору у Цетињу да је Ђорђу мало боље, и да је престао да искашљава крв. Сибил је кнез Никола купио од Жила Верна. У међувремену му се на Цетињу родио братанац Александар, млађи Петров син. Ђорђе је око 15. (3) децембра изразио жељу да зиму уместо у Арку проведе у Бару или Оцињу, па се са Петром у Опатији укрцао на Сибил, и запловили су за Бар. Међутим током пута се Ђорђу поново погоршало стање, па су морали да стану у Груж код Дубровника. Када је епископ Бококоторски и Дубровачки Герасим чуо да је Ђорђе смртно болестан пристао у Груж, отишао је да га посети и да му да последње причешће. Током целе ноћи је један свештеник из Дубровника остао тамо, да би ујутру Ђорђе и преминуо, на дан Светог Спиридона.
У новинама из тог времена није наведено од чега је преминуо, али је током 1970. кнез Павле у архивама свог оца нашао да је Ђорђе преминуо од галопирајуће туберкулозе. Имовину коју је наследио од оца је оставио млађем брату Арсену. Пре смрти је био у преговорима са Матицом Српском око задужбине свог оца Александра зарад просвете, пошто је желео да то буде од користи српском народу. Успео је да на време то уреди, пре него што је преминуо. Међу последњим жељама му је била да га сахране у Цетињски манастир.

## Сахрана и годишњи помен
Када је кнез Никола чуо да је Ђорђе преминуо, кренуо је из Бара на Цетиње, а његов стриц војвода Божо Петровић Његош је кренуо у Котор да дочека поворку која је доносила покојника. Око 29. (17) децембра увече је поворка стигла у Котор, да би ујутру продужили за Цетиње. У Котор их је сачекала једна војна чета са заставом и под оружјем, која их је допратила до Цетиња. На Његушима су по црквама звонила сва звона. Код Дубовика је престолонаследник Данило са пратњом дочекао поворку, а на Бајицама им се придружио ученији свет. Код цетињске барутане је дошло и свештенство са крстом, ученици из школа, и обични грађани Цетиња, и представници цетињске читаонице. Полагали су венце у мртвачка кола, па је погреб даље продужио ка Цетињском манастиру. Иза кола су пешке у првом реду ишли Петар Карађорђевић, кнез наследник Данило, војвода Божо Петровић Његош, и амбасадор Русије у Црној Гори - Кимон Емануилович Аргиропуло. Како су се приближавали самом граду Цетињу, тако се поворка увећавала. На улазу у град их је чекала још једна чета војника под заставом и оружјем, и једна чета перјаника. Ту су их сачекали кнез Никола, кнегиња Милена и одрасли чланови династије Петровић Његош, митрополит црногорско-приморски Митрофан, архимандрит дечански Рафаило, и митрополитски прото-ђакон. По сусрету су наставили ка Манастиру. Увече су и стигли на одредиште, а Петар и Арсен су издали и умрлицу, која је објављена 30. (18) децембра у Гласу Црногорца, службеним новинама кнежевине Црне Горе. На врху прве стране је и била објављена почаст Ђорђу Карађорђевићу.
Током целе ноћи су свештеници обављали бдење, да би у 9 ујутру започела архијерејска служба. И Карађорђевићи и Петровић Његоши, као и остали присутни, су поставили венце. Ковчег са Ђорђем је био до пола прекривен српском тробојком. У 10 сати су у цркву дошли његов брат Петар, престолонаследник Данило, кнегиња Милица, велика војвоткиња Стана, као и представници страних дворова и њихови секретари. По њиховом доласку је започело опело, које је око 11 сати завршено. Тада је митрополит Митрофан са свештеницима изашао из цркве на лева врата, а кнез Никола и његов син Данило су са својим великодостојницима прихватили сандук, и спустили га у свеже ископан гроб, који је био одмах поред цркве. Током спуштања су испаљени почасни плотуни војничких чета, и пуцало се из топова. Имендан престолонаследника Данила је прослављен само у цркви, а због жалости нису примале честитке.
У Гласу Црногорца од 13. (1) јануара 1889. су објављена саучешћа упућена Петру и Арсену Карађорђевићу поводом смрти њиховог брата. Поред свих рођака и пријатеља, чланова династије Петровић Његош, и страних дворова, издвојене су и следеће изјаве:
- Члан пукова Царевих хусара, Кнез Алексеј Николајевич Долгоруков, био је послат од пука да положи венац на Ђорђев гроб, и питао је Арсена да ли ће моћи да се нађе са њим на Цетињу.
- Абдул Хамид II, тадашњи турски султан, изјавио је из Цариграда саучешће кнезу Николи поводом Ђорђеве смрти.
- Велики Књаз Никола млађи, престолонаследник Русије, из Царског Села у име хусарског пука, коме је и Ђорђе припадао, је изјавио саучешће Петру Карађорђевићу.
- Изабела II, бивша краљица Шпаније, из Париза је изјавила саучешће Петру Карађорђевићу.
- Даринка Петровић Његош, бивша кнегиња Црне Горе и стрина кнеза Николе, из Венеције је поручила саучешће Петру Карађорђевићу.
- Арнулф Баварски, члан династије Вителсбах, из Минхена (Монакова) је упутио саучешће Петру Карађорђевићу.

Кнез Арсен није лично присуствовао помену и сахрани, а у Цетиње се вратио уочи Бадње вечери. Са Алексејем Долгоруковим и кнегињом Шчерботовом се срео 15. (2) јануара 1889. код Буковице, и заједно су отишли до дворца кнеза Данила, где је Долгоруковом било припремљено преноћиште. Арсен и Алексеј су заједно отишли до Ђорђевог гроба, где је Алексеј у име њихових другова из пука положио велики венац на коме је на руском писало "Кнезу Ђорђу Карађорђевићу, драгоме другу, лајб-хусари". После тога је отишао код Петра, и њему је такође изјавио саучешће. Те вечери је био одликован крстом Данила I. Са женом, кнегињом Шчерботовом, је сутра ујутру присуствовао доручку који су му приредили кнез Никола и кнегиња Милена, да би после од 10 ујутру отишао на службу у помен Ђорђу. На помену у цркви цетињског манастира су поред њега били и Петар и Арсен, кнез Данило, руски амбасадор Аргиропуло, црногорски официри, и остали народ. Увече је на двору кнеза Николе одржан свечана вечера у част Долгорукова, да би после тога он са женом и кнезом Арсеном преко Котора отишао за Петроград. И Петар је отишао из двора у иностранство, преко Котора у Беч, пошто је имао стомачних тегоба са пробавом. Спекулисало се да ће можда продужити и у Париз због тих тегоба.
На годишњем помену, одржаном 24. (12) децембра 1889, у Цетињу је службу вршио митрополит Митрофан са цетињским протојерејем Крстом Матановићем, и бајичким парохом Марком Мартиновичем. Присутни су били Ђорђев братанац Аца Николајевић, војвода Петар Вукотић, сви министри, чланови суда и грађанство. У исто време је у Дубровнику Петар са женом Зорком присуствовао у локалној цркви, где је уредио заупокојену литургију поводом годину дана смрти млађег брата. Службу је обављао парох дубровачки Јован Бућин, а присуствовало је доста православног и католичког становништва.
У неком тренутку је његово тело премештено на Опленац. Колико је познато није се женио, ни имао деце.

## Занимљивости
- Био је последњи Карађорђевић који је рођен на територији Србије до рађања Петра II. Између њих је прошло око 66 година. Већи размак је био само између Томислава и Стефана, и износи 90 година.
- Тома Вучић-Перишић због болести није био на његовом крштењу, али му је поклонио један свој пиштољ који му је спасио живот у Првом српском устанку.[3]
- Из неког разлога његов отац кнез Александар није био задовољан ни Петром ни Арсеном, па је њих двојицу искључио из наслеђа, и скоро све оставио Ђорђу. Кнез Павле је тај податак открио тек током 1970. у архивама свог оца. На основу докумената у тој архиви је закључио да је Ђорђе "изгледа био најспособнији од њих тројице". Пре смрти је ту наслеђену имовину оставио млађем брату Арсену.[5]
- Био је нижи и од Арсена и од Петра[4], што значи да је био нижи од 1,74 m.[6]
- Брод Сибил, којим је Петар Карађорђевић дошао до Ђорђа у Трсту, и којим су испловили назад за Дубровник, где је Ђорђе и преминуо, је претходно био у власништву Жила Верна.[10]